# 黒枝士揮
黒枝士揮（くろえだ しき、1992年1月8日 - ）は、大分県大分市出身の自転車競技（ロードレース）選手。
脚質としてはスプリンターだが、比較的上りにも強くステージレースでも総合に絡むことができる登れるスプリンターとして、UCIアジアツアーを中心に参戦していた。

## 来歴
大分県立日出暘谷高等学校在籍時代の2008年、全国高等学校総合体育大会自転車競技大会(インターハイ)・個人ロードレースで優勝。同年、全日本ジュニアロードレース U-17優勝。
2010年、鹿屋体育大学に入学。
2011年
- ツール・ド・北海道 総合5位

2012年
- 明治神宮外苑大学クリテリウムグループ1 優勝
- ツール・ド・北海道 第1ステージ 優勝[3]、総合6位
- ツール・ド・おきなわ 6位

2013年
- 明治神宮外苑大学クリテリウムグループ1 優勝
- アジア選手権ロードレース 5位

2014年、鹿屋体大卒業後、チームNIPPO所属。アジアツアーを中心にステージレースに参戦。
- ツール・ド・台湾 第1ステージ 6位
- アジア選手権ロードレース 32位
- ツアー・オブ・チンハイレイク 第9ステージ 7位、第13ステージ 6位

また、U23日本ナショナルチームに所属し、8月にフランス国内レースGP MARCEL BERGUREAUで優勝。
2015年、プロコンチネンタルチームに昇格したNIPPO・ヴィーニファンティーニ・デローザに残留。
- ツール・ド・コリア 第6ステージ2位、第7ステージ4位
- 全日本選手権ロードレース 男子エリート 7位
- ツアー・オブ・ジャパン 東京ステージ 7位

2016年、愛三工業レーシングチームに移籍。
- JBCF 群馬CSCロードレース Day-1 2位
- ツール・ド・ランカウイ 第8ステージ 3位、第3ステージ 6位
- ツアー・オブ・タイランド 第2ステージ 2位、ポイント賞
- ツール・ド・コリア 第3ステージ 3位
- ツアー・オブ・福州 第5ステージ 5位

2017年
- ツール・ド・セランゴール 第5ステージ 2位
- ツール・ド・ランカウイ 第1ステージ 7位、第5ステージ 8位
- ツール・ド・熊野 プロローグ 7位

2018年
- ツール・ド・ロンボク 第3ステージ 優勝
- ツール・ド・熊野 プロローグ 3位、第3ステージ 5位
- おおいたいこいの道クリテリウム 5位

2019年、チーム ブリヂストン サイクリングへ移籍。
- JBCF 広島クリテリウム 優勝
- JBCF 宇都宮クリテリウム 2位
- JBCF 東広島サイクルロードレース 2位
- ツール・ド・とちぎ 第2ステージ 3位
- JBCF 東日本ロードクラシック 群馬大会 4位
- JBCF まえばしクリテリウム 4位
- シマノ鈴鹿ロードレースクラシック 4位
- ツアー・オブ・ジャパン 東京ステージ 4位
- ツール・ド・熊野 プロローグ 5位
- JBCF 経済産業大臣旗ロードチャンピオンシップ（広島中央森林公園） 9位

2021年、父・美樹氏を監督兼GMとして発足したスパークルおおいたレーシングチームに移籍。併せてチーム運営会社である3SEEDS株式会社の代表取締役に就任したことも発表された。。
2022年
- JCL カンセキ宇都宮清原クリテリウム 4位

2023年
- JCL 山陽建設 佐木島ロードレース 2位
- JCL カンセキ宇都宮清原クリテリウム 6位
- おおいたいこいの道クリテリウム 10位
- 九州チャレンジサイクルロードレース 男子エリート 10位
- JCL 高知県宿毛市ロードレース 10位

2024年
- 九州チャレンジサイクルロードレース 男子エリート 3位